# Tunggulrejo (Grabag)
Tunggulrejo is een bestuurslaag in het regentschap Purworejo van de provincie Midden-Java, Indonesië. Tunggulrejo telt 1179 inwoners (volkstelling 2010).